# Takahito Mura
Takahito Mura  (無良 崇人?, Mura Takahito) (Matsudo, 11 febbraio 1991) è un ex pattinatore artistico su ghiaccio giapponese.  È il vincitore del Campionato dei Quattro continenti 2014, di Skate Canada 2014 e del Trophée Eric Bompard 2012. A livello nazionale ha vinto cinque volte la medaglia di bronzo ai Campionati giapponesi ed è stato il campione junior del Giappone nel 2007.

## Biografia
Takahito Mura è nato a Matsudo, nella prefettura di Chiba. Proviene da una famiglia di pattinatori. Nel 1976 suo padre, Takeshi Mura, ha vinto la medaglia d'argento al Campionato del mondo junior e negli anni '80 ha partecipato al Campionato del mondo sia nella gara maschile che in quella riservata alle coppie. Anche sua madre e suo nonno sono stati pattinatori.
Mura è stato allenato, oltre che da suo padre, da Hiroshi Nagakubo, Yoriko Naruse e Naoki Shigematsu, e ha lavorato anche con Tom Dickson, Mie Hamada e Il'ja Kulik. I salti di Mura sono ampi, ma il pattinatore ha faticato a eseguirli correttamente con regolarità. Il suo bagaglio tecnico comprende il quadruplo toe-loop, ma Mura ha lavorato anche sul quadruplo salchow. In carriera ha vinto il Campionato dei quattro continenti nel 2014 ed è salito cinque volte sul podio del Campionato nazionale giapponese. Nel marzo del 2018 ha annunciato il suo ritiro dall'attività agonistica.
Mura si è sposato nel 2013 e in seguito è diventato padre di una bambina, Kanna. Il matrimonio si è comcuso con un diverzio nel 2019. Nel 2024 si è risposato.

## Palmarès
GP: Grand Prix; CS: Challenger Series; JGP: Junior Grand Prix
| Internazionali | Internazionali | Internazionali | Internazionali | Internazionali | Internazionali | Internazionali | Internazionali | Internazionali | Internazionali | Internazionali | Internazionali | Internazionali | Internazionali | Internazionali | Internazionali | Internazionali | Internazionali | Internazionali |
| Evento | 2000–01        | 2001–02        | 2002–03        | 2003–04        | 2004–05        | 2005–06        | 2006–07        | 2007–08        | 2008–09        | 2009–10        | 2010–11        | 2011–12        | 2012–13        | 2013–14        | 2014–15        | 2015–16        | 2016–17        | 2017–18        |
| --- | -------------- | -------------- | -------------- | -------------- | -------------- | -------------- | -------------- | -------------- | -------------- | -------------- | -------------- | -------------- | -------------- | -------------- | -------------- | -------------- | -------------- | -------------- |
| Campionati mondiali |                |                |                |                |                |                |                |                | 15°            |                |                |                | 8°             |                | 16°            |                |                |                |
| Campionati dei Quattro continenti                                                                                          |                |                |                |                |                |                |                |                |                |                |                | 5°             | 8°             | 1°             | 7°             | 5°             |                | 12°            |
| GP Finale |                |                |                |                |                |                |                |                |                |                |                |                |                |                | 5°             |                |                |                |
| GP Bompard |                |                |                |                |                |                |                |                |                |                |                |                | 1°             |                |                |                | 5°             |                |
| GP NHK Trophy |                |                |                |                |                |                |                |                | 5°             |                | 6°             |                |                | 6°             | 3°             | 3°             |                |                |
| GP Skate America |                |                |                |                |                |                |                |                |                |                |                |                |                |                |                | 10°            |                | 7°             |
| GP Skate Canada |                |                |                |                |                |                |                |                |                |                |                |                | 8°             | 10°            | 1°             |                | 8°             | 12°            |
| CS Lombardia Trophy |                |                |                |                |                |                |                |                |                |                |                |                |                |                | 2°             |                |                |                |
| CS U.S. Classic |                |                |                |                |                |                |                |                |                |                |                |                |                |                |                |                | 2°             | 7°             |
| Giochi asiatici invernali                                                                                                  |                |                |                |                |                |                |                |                |                |                | 2°             |                |                |                |                |                | 4°             |                |
| Challenge Cup |                |                |                |                |                |                |                |                |                |                |                |                |                | 1°             |                |                |                |                |
| Finlandia Trophy |                |                |                |                |                |                |                |                | 1°             |                |                | 1°             |                |                |                |                |                |                |
| Merano Cup |                |                |                |                |                |                |                |                |                |                | 1°             |                |                |                |                |                |                |                |
| Nepela Trophy |                |                |                |                |                |                |                |                |                |                |                |                |                | 2°             |                | R              |                |                |
| NRW Trophy |                |                |                |                |                |                |                |                |                |                |                | 4°             |                |                |                |                |                |                |
| Coupe du Printemps |                |                |                |                |                |                |                |                |                |                |                |                |                |                |                | 3°             | 2°             |                |
| Triglav Trophy |                |                |                |                |                |                |                |                |                | 1°             |                |                |                |                |                |                |                |                |
| Internazionali: Junior |                |                |                |                |                |                |                |                |                |                |                |                |                |                |                |                |                |                |
| Campionati mondiali |                |                |                |                |                | 5°             | 8°             | 19°            |                |                |                |                |                |                |                |                |                |                |
| JGP Finale |                |                |                |                |                |                | 4°             |                |                |                |                |                |                |                |                |                |                |                |
| JGP Germania |                |                |                |                |                |                |                | 3°             |                |                |                |                |                |                |                |                |                |                |
| JGP Ungheria |                |                |                |                |                |                | 2°             |                |                |                |                |                |                |                |                |                |                |                |
| JGP Polonia |                |                |                |                |                | 8°             |                |                |                |                |                |                |                |                |                |                |                |                |
| JGP Romania |                |                |                |                |                |                |                | 3°             |                |                |                |                |                |                |                |                |                |                |
| JGP Slovacchia |                |                |                |                |                | 5°             |                |                |                |                |                |                |                |                |                |                |                |                |
| JGP Taiwan |                |                |                |                |                |                | 3°             |                |                |                |                |                |                |                |                |                |                |                |
| Internazionali: Novice |                |                |                |                |                |                |                |                |                |                |                |                |                |                |                |                |                |                |
| Skate Helena |                |                |                | 1°             |                |                |                |                |                |                |                |                |                |                |                |                |                |                |
| Mladost Trophy |                |                |                | 1°             | 2°             |                |                |                |                |                |                |                |                |                |                |                |                |                |
| Nazionali |                |                |                |                |                |                |                |                |                |                |                |                |                |                |                |                |                |                |
| Campionati giapponesi |                |                |                |                |                | 8°             | 8°             | 5°             | 3°             | 10°            | 5°             | 5°             | 3°             | 6°             | 5°             | 3°             | 3°             | 3°             |
| Campionati giapponesi junior                                                                                               |                |                | 18°            | 13°            | 12°            | 2°             | 2°             | 1°             |                |                |                |                |                |                |                |                |                |                |
| Campionati giapponesi Novice                                                                                               | 3° B           | 1° B           | 1° A           | 1° A           |                |                |                |                |                |                |                |                |                |                |                |                |                |                |
| Eventi a squadre |                |                |                |                |                |                |                |                |                |                |                |                |                |                |                |                |                |                |
| World Team Trophy |                |                |                |                |                |                |                |                |                |                |                |                | 3° S 5° P      |                | 3° S 4° P      |                |                |                |
| R = Ritirato S = Risultato della squadra; P = Risultato personale. Medaglie assegnate solo per il risultato della squadra. |                |                |                |                |                |                |                |                |                |                |                |                |                |                |                |                |                |                |